# Svédország az 1928. évi téli olimpiai játékokon
Svédország a svájci St. Moritzban megrendezett 1928. évi téli olimpiai játékok egyik részt vevő nemzete volt. Az országot az olimpián 6 sportágban 24 sportoló képviselte, akik összesen 5 érmet szereztek.

## Érmesek
| Érem  | Versenyző | Sportág     | Versenyszám  |
| ----- | --- | ----------- | ------------ |
| Arany | Gillis Grafström | Műkorcsolya | Férfi egyéni |
| Arany | Per Erik Hedlund | Sífutás     | Férfi 50 km  |
| Ezüst | Nemzeti válogatott Carl Abrahamsson Emil Bergman Birger Holmqvist Gustaf Johansson Henry Johansson Nils Johansson Ernst Karlberg Erik Larsson Bertil Linde Sigfrid Öberg Wilhelm Petersén Kurt Sucksdorff | Jégkorong   | Férfi        |
| Ezüst | Gustaf Jonsson | Sífutás     | Férfi 50 km  |
| Bronz | Volger Andersson | Sífutás     | Férfi 50 km  |

## Északi összetett
| Versenyző     | Sífutás | Sífutás | Sífutás | Síugrás  | Síugrás  | Síugrás | Síugrás | Összesítés | Összesítés |
| Versenyző     | Sífutás | Sífutás | Sífutás | 1. ugrás | 2. ugrás | Össz.   | Össz.   | Összesítés | Összesítés |
| Versenyző     | Idő     | Pont    | Hely.   | Távolság | Távolság | Pont    | Hely.   | Pont       | Helyezés   |
| ------------- | ------- | ------- | ------- | -------- | -------- | ------- | ------- | ---------- | ---------- |
| Sven Eriksson | 1:52:20 | 12,375  | 11.     | 51,5     | 57,5     | 16,312  | 5.      | 14,593     | 6.         |

## Gyorskorcsolya
| Versenyző        | Versenyszám | Eredmény | Helyezés |
| ---------------- | ----------- | -------- | -------- |
| Gustaf Andersson | 500 m       | 47,9     | 23.      |
| Gustaf Andersson | 1500 m      | 2:27,5   | 9.       |
| Gustaf Andersson | 5000 m      | 9:09,7   | 9.       |

## Jégkorong
| Svéd férfi jégkorongcsapat-játékoskeret                                                                    | Svéd férfi jégkorongcsapat-játékoskeret                                                             | Svéd férfi jégkorongcsapat-játékoskeret |
| --- | --------------------------------------------------------------------------------------------------- | --------------------------------------- |
| - Carl Abrahamsson - Emil Bergman - Birger Holmqvist - Gustaf Johansson - Henry Johansson - Nils Johansson | - Ernst Karlberg - Erik Larsson - Bertil Linde - Sigfrid Öberg - Wilhelm Petersén - Kurt Sucksdorff |                                         |

### Eredmények
Csoportkör
B csoport
| Csapat        | M | Gy | D | V | G+ | G– | Gk | P |
| ------------- | - | -- | - | - | -- | -- | -- | - |
| Svédország    | 2 | 1  | 1 | 0 | 5  | 2  | +3 | 3 |
| Csehszlovákia | 2 | 1  | 0 | 1 | 3  | 5  | –2 | 2 |
| Lengyelország | 2 | 0  | 1 | 1 | 4  | 5  | –1 | 1 |

| 1928. február 11. | Svédország (SWE) | 3 – 0 (1–0, 1–0, 1–0) | Csehszlovákia | St. Moritz |

|  |  |  |  |  |
|  |  |  |  |  |
|  |  |  |  |  |
|  |  |  |  |  |

| 1928. február 12. | Svédország (SWE) | 2 – 2 (1–0, 1–2, 0–0) | Lengyelország | St. Moritz |

|  |  |  |  |  |
|  |  |  |  |  |
|  |  |  |  |  |
|  |  |  |  |  |

Négyes döntő
| 1928. február 17. | Kanada (CAN) | 11 – 0 (4–0, 5–0, 2–0) | Svédország | St. Moritz |

|  |  |  |  |  |
|  |  |  |  |  |
|  |  |  |  |  |
|  |  |  |  |  |

| 1928. február 18. | Svájc (SUI) | 0 – 4 (0–1, 0–0, 0–3) | Svédország | St. Moritz |

|  |  |  |  |  |
|  |  |  |  |  |
|  |  |  |  |  |
|  |  |  |  |  |

| 1928. február 19. | Svédország (SWE) | 3 – 1 (2–1, 0–0, 1–0) | Nagy-Britannia | St. Moritz |

|  |  |  |  |  |
|  |  |  |  |  |
|  |  |  |  |  |
|  |  |  |  |  |

Végeredmény
| Csapat         | M | Gy | D | V | G+ | G– | Gk  | P |
| -------------- | - | -- | - | - | -- | -- | --- | - |
| Kanada         | 3 | 3  | 0 | 0 | 38 | 0  | +38 | 6 |
| Svédország     | 3 | 2  | 0 | 1 | 7  | 12 | –5  | 4 |
| Svájc          | 3 | 1  | 0 | 2 | 4  | 17 | –13 | 2 |
| Nagy-Britannia | 3 | 0  | 0 | 3 | 1  | 21 | –20 | 0 |

| Csapat     | Helyezés |
| ---------- | -------- |
| Svédország |          |

## Műkorcsolya
| Versenyző        | Versenyszám  | Kötelező elemek   | Kötelező elemek | Kűr               | Kűr   | Összesítés                     | Összesítés                     | Összesítés                     | Összesítés                     | Összesítés                     | Összesítés                     | Összesítés                     | Összesítés        | Összesítés  | Összesítés | Összesítés |
| Versenyző        | Versenyszám  | Kötelező elemek   | Kötelező elemek | Kűr               | Kűr   | Helyezési pontszámok bírónként | Helyezési pontszámok bírónként | Helyezési pontszámok bírónként | Helyezési pontszámok bírónként | Helyezési pontszámok bírónként | Helyezési pontszámok bírónként | Helyezési pontszámok bírónként | Több. hely. száma | Hely. össz. | Pont       | Helyezés   |
| Versenyző        | Versenyszám  | Több. hely. száma | Hely.           | Több. hely. száma | Hely. | 1                              | 2                              | 3                              | 4                              | 5                              | 6                              | 7                              | Több. hely. száma | Hely. össz. | Pont       | Helyezés   |
| ---------------- | ------------ | ----------------- | --------------- | ----------------- | ----- | ------------------------------ | ------------------------------ | ------------------------------ | ------------------------------ | ------------------------------ | ------------------------------ | ------------------------------ | ----------------- | ----------- | ---------- | ---------- |
| Gillis Grafström | Férfi egyéni | 4×1+              | 1.              | 6×2+              | 1.    | 1,0                            | 3,0                            | 3,0                            | 2,0                            | 1,0                            | 1,0                            | 1,0                            | 4×1+              | 12,0        | 2698,25    |            |

## Sífutás
| Versenyző            | Versenyszám | Eredmény      | Helyezés      |
| -------------------- | ----------- | ------------- | ------------- |
| Volger Andersson     | 50 km       | 5:05:46       |               |
| Volger Andersson     | 18 km       | nem ért célba | nem ért célba |
| Lars-Theodor Jonsson | 18 km       | 1:41:59       | 7.*           |
| Sven Utterström      | 18 km       | 1:42:04       | 9.            |
| Per Erik Hedlund     | 18 km       | 1:41:51       | 6.            |
| Per Erik Hedlund     | 50 km       | 4:52:03       |               |
| Gustaf Jonsson       | 50 km       | 5:05:30       |               |
| Anders Ström         | 50 km       | 5:21:54       | 7.            |

## Síugrás
| Versenyző           | 1. ugrás | 2. ugrás | Összesítés | Összesítés |
| Versenyző           | Távolság | Távolság | Pont       | Helyezés   |
| ------------------- | -------- | -------- | ---------- | ---------- |
| Bertil Carlsson     | 51,5     | 61,0     | 16,187     | 10.        |
| Sven Eriksson       | 52,0     | 62,5~    | 11,500     | 31.        |
| Sven-Olof Lundgren  | 48,0     | 59,0     | 16,708     | 5.         |
| Axel-Herman Nilsson | 53,5     | 60,0     | 16,937     | 4.         |

* - egy másik versenyzővel azonos eredményt ért el

~ - az ugrás során elesett